# Platypalpus nigellus
Platypalpus nigellus is een vliegensoort uit de familie van de Hybotidae. De wetenschappelijke naam van de soort is voor het eerst geldig gepubliceerd in 1969 door Collin.